# Christian Frederik Knuth til Christiansdal
 Der er flere personer med dette navn, se Christian Frederik Knuth.
Christian Frederik lensbaron Knuth (4. april 1728 i København – 26. december 1801 sammesteds) var en dansk godsejer, bror til Eggert Christopher og Conrad Ditlev Knuth.
Han var søn af Adam Christopher Knuth og overtog baroniet Christiansdal (1743), Søllestedgård (1757), Frederiksdal (1752-84), Asserstrup (1763-84), Skaftelevgård (1766-76) og Nøjsomhed (1786).
Knuth blev 1742 kadet reformé, fik 2. august 1743 patent som baron af Christiansdal, 1749 sekondløjtnant i Marineregimentet, 1751 ritmester reformé, 1752 ansat i Jyske Rytterregiment og tog 5. november 1757 afsked fra Hæren som karakteriseret oberstløjtnant og blev samme år kammerherre. 29. januar 1770 fik han l'union parfaite og blev 29. januar 1774 Hvid Ridder (Symbolum: Aut Cæsar aut nihil).